# ماتیاس کونه
ماتیاس کونه (انگلیسی: Matthias Kühne؛ زادهٔ ۲۷ سپتامبر ۱۹۸۷) بازیکن فوتبال اهل آلمان است.
از باشگاه‌هایی که در آن بازی کرده‌است می‌توان به باشگاه فوتبال زاکسن لایپزیگ، باشگاه فوتبال دویسبورگ، و باشگاه فوتبال کارل زایس ینا اشاره کرد.